# کریستینا کاستانیو
کریستینا کاستانیو (اسپانیایی: Cristina Castaño‎؛ زادهٔ ۳۰ اکتبر ۱۹۷۸) بازیگر اهل اسپانیا است.
از فیلم‌ها یا مجموعه‌های تلویزیونی که وی در آن‌ها نقش داشته‌است، می‌توان به پس از کلاس، توی بوی و دردسر قریب‌الوقوع اشاره نمود.